# Florey (cráter)
Florey es un cráter de impacto perteneciente a la cara visible de la Luna, cercano al polo norte del satélite. Es adyacente al cráter Byrd (de 94 km de diámetro) al sudeste y a Peary (de 73 km de diámetro), situado al norte. Su contorno ha desaparecido casi por completo, distinguiéndose el rastro de su antigua plataforma sobre el accidentado terreno de la zona polar norte de la Luna. Contiene dos cráteres destacables próximos a su centro, y otros dos impactos de similar tamaño junto al sector norte de su borde.
|  |

Por resolución de la UAI, desde el año 2009 el cráter lleva el nombre del científico australiano Howard Walter Florey.